# Liceo classico europeo
Il liceo classico europeo è una delle scuole secondarie di secondo grado a cui si può accedere in Italia.
Venne istituito come indirizzo sperimentale nel 1992 ed attivato a partire dall'anno scolastico 1993-94. Tale sperimentazione ha preso le mosse dai princìpi del trattato di Maastricht, dove la dimensione europea dell'insegnamento è raccordata all'apprendimento e alla diffusione delle lingue degli Stati membri e alla conoscenza della cultura e della storia dei popoli europei. Dal 2010, grazie ad un accordo tra il Ministero e l'Ambasciata francese in Italia, è possibile conseguire il doppio diploma italiano-francese, EsaBac, cioè l'esame di stato per il diploma italiano e il baccalauréat per il diploma francese.
L'istituto si può attivare solamente in presenza di convitti nazionali, per favorire le attività pomeridiane e gli scambi con classi di altri paesi europei. I primi nove convitti sono stati quelli di Catania, Cosenza, Milano, Palermo, Parma, Prato, Roma, Teramo, Torino, ai quali sono poi aggiunti quelli di Avellino, Eboli, Cagliari, Firenze, Empoli, Maddaloni, Montagnana, Napoli, Chieti, Pescara, Reggio Calabria, Salerno, Sassari, Udine, Venezia e Verona.

## Caratteristiche
Il liceo classico europeo è stato ideato a partire dai programmi del liceo classico, a cui però sono state cambiate importanti caratteristiche che lo rendono completamente diverso da quest'ultimo, quali, in particolare: 
- lo studio quinquennale di due lingue straniere comunitarie, quali inglese e una seconda tra francese, tedesco e spagnolo;
- lo studio del diritto e dell'economia;
- lo studio di una o due materie non linguistiche insegnate in lingua straniera, tra geostoria, storia dell'arte, scienze naturali, diritto ed economia;
- l'accorpamento del greco e del latino in un'unica materia (lingue e letterature classiche);
- un maggior numero di ore dedicate alla matematica;
- l'organizzazione didattica a tempo pieno, permessa dalla realtà convittuale, con laboratori e lettorati di madrelingua, oltre che attività extracurricolari;
- l'organizzazione in gemellaggi internazionali con altri licei. Questi progetti, della durata media di due settimane, sono finalizzati al confronto linguistico e culturale, e ad un incremento della consapevolezza della realtà europea.

## Offerta formativa
Le materie di studio vengono impartite attraverso lezioni frontali più laboratori pratici, che possono comprendere esercitazioni, lettorati, incontri con madrelingua o approfondimenti. La prima lingua straniera è la lingua inglese, mentre la seconda è una lingua comunitaria, scelta tra francese, spagnolo, e tedesco. È previsto l'insegnamento di una o più discipline non linguistiche (CLIL) in una o entrambe le lingue straniere del corso, compresa nell'area delle attività e degli insegnamenti obbligatori per tutti gli studenti o nell'area degli insegnamenti attivabili dalle istituzioni scolastiche, nei limiti del contingente di organico ad esse annualmente assegnato.
Un possibile quadro orario del liceo classico europeo (esclusa la "sperimentazione Liceo classico europeo 2020") è il seguente, comprendente le ore di laboratorio delle diverse discipline:
| Liceo classico europeo (1992 - in vigore)  | Biennio | Biennio  | Triennio  | Triennio | Triennio |
| Liceo classico europeo (1992 - in vigore)  | I° anno | II° anno | III° anno | IV° anno | V° anno  |
| ------------------------------------------ | ------- | -------- | --------- | -------- | -------- |
| Lingua e letteratura italiana              | 5       | 5        | 4         | 4        | 4        |
| Lingue e lettere classiche                 | 5       | 5        | 5         | 5        | 5        |
| Lingua e cultura straniera 1               | 5       | 4        | 4         | 4        | 4        |
| Lingua e cultura straniera 2               | 4       | 4        | 4         | 4        | 4        |
| Storia                                     | 3       | 3        | 2         | 2        | 3        |
| Geografia                                  | 2       | 2        | -         | -        | -        |
| Filosofia                                  | -       | -        | 3         | 3        | 4        |
| Diritto ed economia                        | 2       | 2        | 2         | 2        | 2        |
| Matematica                                 | 4       | 5        | 4         | 4        | 4        |
| Fisica                                     | -       | -        | 3         | 3        | 3        |
| Scienze naturali                           | 2       | 3        | 2         | 2        | 2        |
| Storia dell'arte                           | 2       | 2        | 2         | 2        | 2        |
| Scienze motorie e sportive                 | 2       | 2        | 2         | 2        | 2        |
| Religione cattolica o attività alternativa | 1       | 1        | 1         | 1        | 1        |
| Totale delle ore settimanali               | 38      | 39       | 40        | 40       | 42       |

A partire dall'A.S. 2021/2022 è attiva presso alcuni istituti la sperimentazione ministeriale "Liceo classico europeo 2020" con il seguente quadro orario.
| Liceo classico europeo 2020 (2020 - in vigore) | 1° biennio | 1° biennio | 2° biennio | 2° biennio | V anno |
| Liceo classico europeo 2020 (2020 - in vigore) | I° anno    | II° anno   | III° anno  | IV° anno   | V anno |
| ---------------------------------------------- | ---------- | ---------- | ---------- | ---------- | ------ |
| Lingua e letteratura italiana                  | 4          | 4          | 4          | 4          | 4      |
| Lingue e lettere classiche                     | 5          | 5          | 5          | 5          | 5      |
| Lingua e cultura straniera 1                   | 4          | 4          | 4          | 4          | 4      |
| Lingua e cultura straniera 2                   | 4          | 4          | 4          | 4          | 4      |
| Storia                                         | 2          | 2          | 3          | 3          | 3      |
| Geografia                                      | 2          | 2          | -          | -          | -      |
| Filosofia                                      | -          | -          | 3          | 3          | 3      |
| Diritto ed economia                            | 2          | 2          | 2          | 2          | 2      |
| Matematica                                     | 4          | 4          | 3          | 3          | 3      |
| Fisica                                         | -          | -          | 2          | 2          | 2      |
| Scienze naturali                               | 2          | 2          | 2          | 2          | 2      |
| Storia dell'arte                               | 2          | 2          | 2          | 2          | 2      |
| Scienze motorie e sportive                     | 2          | 2          | 2          | 2          | 2      |
| Religione cattolica o attività alternativa     | 1          | 1          | 1          | 1          | 1      |
| Totale delle ore settimanali                   | 34         | 34         | 37         | 37         | 37     |

## Esame di maturità
Per via del proprio carattere sperimentale, l'esame di maturità del liceo classico europeo differisce da quello del liceo classico tradizionale in quel che riguarda i contenuti della seconda prova scritta e una, ulteriore, terza prova scritta in lingua francese, tedesca o spagnola.

### Seconda prova scritta
La seconda prova prevede un esame scritto riguardante la materia cosiddetta di indirizzo; poiché nel liceo europeo vengono studiate anche le materie classiche, la seconda prova si riferisce a queste; dal momento, però, che la materia di indirizzo del liceo europeo è "lingue e letterature classiche", la prova si discosta dall'esame generalmente proposto.
La traccia della prova (fornita per ciascuna sessione dal Ministero) è costituita infatti da due testi, uno in lingua greca e uno in lingua latina, affini per contenuto e corredati da una contestualizzazione in lingua italiana; il candidato deve scegliere uno dei testi proposti e ricodificarlo in lingua italiana. I due brani sono inoltre collegati ad un questionario di comprensione e il candidato deve rispondere utilizzando i dati contenuti in entrambi. Ai candidati sono concesse sei ore ai fini dello svolgimento.

### Terza prova scritta
Gli studenti delle sezioni di liceo classico europeo a cui sia stato impartito l'insegnamento della lingua e della letteratura francese e per cui sia stata veicolata in lingua francese e per almeno tre anni una disciplina del piano di studi hanno la possibilità di conseguire l'attestation (detta "quarta prova"), rilasciata dall'Ambasciata di Francia a Roma che dà la possibilità di iscriversi presso le università francesi senza dover affrontare la prova preliminare di lingua prevista in Francia per gli studenti provenienti da paesi non francofoni.
Questa terza prova, facoltativa ed aggiuntiva delle due previste per tutti per legge, è sostanzialmente analoga alla prova di lingua straniera sostenuta nei licei linguistici, e consiste nell'affrontare, a scelta, l'analisi di un testo poetico in lingua francese, oppure di un testo letterario in prosa (sempre in lingua), oppure nello svolgimento di un tema, di argomento letterario e in francese.
Lo stesso discorso vale anche per gli studenti delle sezioni di liceo classico europeo a cui sia stato impartito l'insegnamento della lingua e della letteratura tedesca e per cui sia stata veicolata in lingua tedesca e per almeno tre anni una disciplina del piano di studi hanno la possibilità di iscriversi presso le università tedesche senza dover affrontare la prova preliminare di lingua prevista in Germania per gli studenti provenienti da paesi non di madrelingua tedesca.
La terza prova similarmente a quella sostenuta dalla controparte francese consiste nell'affrontare, a scelta, l'analisi di un testo poetico in lingua tedesca, oppure di un testo letterario in prosa (sempre in lingua), oppure nello svolgimento di un tema, di argomento letterario e in tedesco.

### Prova orale
Una parte della prova orale è precipuamente dedicata alla lingua francese e alla materia veicolata in lingua francese, sempre ai fini dell'ottenimento dell'attestation.
La stessa tipologia è prevista per la controparte tedesca.

## Convitti ed educandati in cui è attivato il liceo classico europeo
- Convitto Nazionale "Pietro Colletta" di Avellino
- Convitto Nazionale "Vittorio Emanuele II" di Cagliari
- Convitto nazionale "Mario Cutelli" di Catania
- Convitto Nazionale "Gian Battista Vico" di Chieti
- Convitto Nazionale "Bernardino Telesio" di Cosenza
- Educandato femminile della "Santissima Annunziata" di Firenze
- Convitto Nazionale "Giordano Bruno" di Maddaloni
- Educandato Statale Emanuela Setti Carraro dalla Chiesa di Milano
- Educandato statale "San Benedetto" di Montagnana
- Convitto nazionale "Vittorio Emanuele II" di Napoli
- Educandato statale "Maria Adelaide" di Palermo
- Convitto nazionale "Maria Luigia" di Parma
- Liceo Classico "Gabriele D'Annunzio" di Pescara
- Convitto Nazionale "Francesco Cicognini" di Prato
- Convitto nazionale "Tommaso Campanella" di Reggio Calabria
- Convitto Nazionale "Vittorio Emanuele II" di Roma
- Convitto Nazionale "Canopoleno" di Sassari
- Convitto Nazionale - Liceo Classico "Agostino Nifo" di Sessa Aurunca
- Convitto nazionale "Melchiorre Delfico" di Teramo
- Convitto Nazionale "Umberto I" di Torino
- Educandato statale "Collegio Uccellis" di Udine
- Convitto Nazionale "Marco Foscarini" di Venezia
- Educandato statale "Agli Angeli" di Verona
- Liceo classico-artistico-musicale “Perito-Levi-Daniele” di Eboli
- Convitto nazionale Torquato Tasso di Salerno.
- Liceo classico Lorenzo Costa di La Spezia

## Iscrizioni
Nell'anno scolastico 2024/2025 gli iscritti sono stati lo 0,40% stabili rispetto all'anno scolastico 2023/2024